# Ликимније
Ликимније је у грчкој митологији био микенски принц.

## Митологија
Био је син краља Електриона и Фрижанке Мидеје, Алкменин полубрат. За разлику од других Електрионових синова, преживео је борбу између Микенаца и Тафијана, јер је у то доба био још дете. Када је одрастао, заједно са својом полусестром је отишао у Тебу, где се оженио Перимедом, Амфитрионовом сестром и са њом имао синове Еона, Мелана и Аргеја, који су сви погинули борећи се уз Херакла. Сам Ликимније се придружио Хилу на походу на Пелопонез. Нехотице га је убио Хераклов син Тлеполем у Тиринту или Аргу. Његов гроб је приказиван у Аргу.